# Грб Финске
Грб Финске је званични хералдички симбол Финске Републике.
Грб је дарован на сахрани Густава Васе 1560. године и од тад је у званичној употреби као симбол ове земље. У сличним формама био је коришћен као званични симбол Великог војводства Финске (као део Руске Империје (1909-1918)), те касније у време Краљевине Финске (1918).

## Опис грба
Састав грба према законском опису (акт 381/78) :
"Црвени (Gules) штит, између девет сребрних (argent) ружа, усправни (rampant) лав са златном (Or) круном, уместо предње десне шапе са оклопљеном људском руком, која носи мач, газећи по сабљи окренутој надоле и десно."
Претпоставља се да лав долази од владарске куће Фолкунг а и такође је присутан на грбу Шведске. Две врсте мачева су сличне онима на грбу Карелије. Закривљена руска сабља испод ногу лава показује тадашњу политичку ситуацију и стални рат Шведске и Русије. За девет ружа се уобичајено мисли да представљају девет историјских провинција Финске али се број ружа у ствари мењао кроз историју и није везан за то.
Грб се такође налази и на застави Финске морнарице.